# Filozofski vremeplov (XX. stoljeće)

## 1900-e
- 1901.
  - umro Auguste Sabatier (r. 1839.)
  - umro Sebastian Turbiglio (r. 1824 .)
  - rodio se Warner Carl Heisenberg  (u. 1976.)
- 1902.
  - umro Ernst Schroder  (r. 1841)
  - umro Đogju Takajama (r. 1871.)
  - rodio se Alfred Tarski
  - rodio se Sidnej Hook
  - umro Josef Durdik (r. 1837.)
- 1903.
  - 11. rujna - rodio se Theodor Adorno (u. 1969.)
  - umro Max Schasler (r. 1819)
  - umro Herbert Spenser  (r. 1820)
- 1904.
  - umro Leslie sir Stephen  (r. 1832)
  - umro Christoph Sigwart  (r. 1830.)
  - rodio se Karl Schlechta
  - umro Gabriel de Tarde (r. 1843.)
  - umro Eduard Hanslick
- 1905.
  - umro Sergej Nikolajevič Trubeckoj (r. 1862.)
  - 21. lipnja - rodio se Jean-Paul Sartre (u. 1980.)
  - rodio se Carl Gustav Hempel
  - rodio se Hjalmar Agne Dag Hammarskjold
  - umro Arthur Hannequin
- 1906.
  - rodio se Anton Trstenjak
  - umro Eduard von Hartmann
- 1907.
  - rodio se Jean Hyppolite  (u. 1968.)
  - umro Octave Hamelin
- 1908.
  - rodio se Michele Federico Sciacca (u. 1975)
  - rodio se Abraham Edel
  - rodio se Charles Leslie Stevenson
- 1909.
  - umro Hermann Ebbinghaus (r. 1850.)
  - umro George Tyrrel (r. 1861.)
  - umro Max Heinze  (r. 1835.)

## 1910-e
- 1910.
  - rodio se Mikel Dufrene
  - rodio se Gillo Dorfles
- 1911.
  - umro Felice Tocco (r. 1845.)
  - umro Wilhelm Dilthey (r. 1833.)
  - 9. kolovoza - umro Ernst Haeckel
  - umro Wilhelm Dilthey (r. 1833.)
- 1912.
  - rodio se Walter Schult
  - rodio se Georgi Schischkoff
  - umro Shadworth Holloway Hodgson  (r. 1832.)
  - rodio se Erich Heintel
- 1913.
  - rodio se Paul Ricoeur (u. 2005.)
  - 8. travnja - rodio se Rudi Supek (u. 1993.)
  - rodio se Adam Schaff
  - umro Wilhelm Scuppe  (r. 1836.)
- 1914.
  - rodio se Stuart Newton Hampshire
- 1915.
  - 8. travnja - rodio se Ivan Supek
  - rodio se Adolfo Sanchez Vazquez
- 1916.
  - umro Kato Hirojuki  (r. 1836.)
- 1917.
  - umro Thomas Ernest Hulme  (r. 1883 .)
  - umro Emile Durkheim (r. 1858.)
- 1918.
  - umro Josip Stadler (r. 1843)
  - umro Georg Simmel  (r. 1858.)
  - rodio se Robert Charles Tucker
- 1919.
  - rodio se Peter Frederick Strawson
  - rodio se Ernst Topitsch
  - umro Alois Dempf (r. 1891.)
  - umro Paul Deussen (r. 1845.)

## 1920-e
- 1920.
  - umro Jevgenij Nikolajevič Trubeckoj (r. 1863.)
  - 31. kolovoza - umro Wilhelm Wundt (r. 1832.)
- 1921.
  - umro Adolf Ritter Hildebrand  (r. 1847.)
- 1922.
  - umro George Sorel  (r. 1847.)
  - umro Carl Ludwig Schleich  (r. 1859)
  - umro Alfred Victor Espinas (r. 1844.)
  - rodio se Stephen Edelston Toulmin
  - 9. studenog - rođen Imre Lakatos (u. 1974.)
  - rodio se John Hick

- 1923.
  - rodio se Milan Damnjanović
  - rodio se Ivan Svitak
  - rodio se Wolfgang Stegmuller
  - rodio se Paul Edwards
  - umro Ernst Troeltsch (r. 1865.)
  - umro Frederick Harrison
- 1924.
  - rodio se Andrija Stojković
  - umro Richard Schubert-Soldern  (r. 1852)
  - rodio se Anđelko Habazin
  - rodio se Norwood Russel Hanson (u. 1967.)
  - rodio se Lucien Sebag  (u. 1965)
- 1925.
  - 18. siječnja - rodio se Gilles Deleuse (u. 1995.)
  - 18. veljače - rodio se Vanja Sutlić  (u. 15. prosinca 1989.)
  - 30. ožujka - umro Rudolf Steiner  (r. 27. veljače 1861.)
  - rodio se Ljubomir Tadić
  - rodio se Arif Tanović
- 1926.
  - rodio se Ivan Dubsky
  - umro Rudolf Eucken  (r. 1846.)
  - umro  Rudolf Eisler (r. 1873.)
- 1927.
  - rodio se Robert Spaemann
- 1928.
  - umro Adam Schaff (r. 1874)
  - umro Max Scheler (r. 1874)
- 1929.
  - rodila se Agnes Heller

## 1930-e
- 1930.
  - rodila se Blaženka Despot
  - rodio se Georgi Stardelov
  - umro Franz Erhardt (r. 1864.)
  - umro Gerardus Heymans  (r. 1857.)
  - objavljeno djelo Contemporary American Philosophy, ur. G. P Adams i W. P. Montague, New York, Macmillan i St Martin's Press
- 1931.
  - rodio se Svetozar Stojanović
  - umro Vladimir Hoppe  (r. 1882.)
  - umro Harald Hoffding  (r. 1843.)
  - 4. listopada – rodio se Richard Rorty (u. 2007.)
- 1932.
  - rodio se Umberto Eco
  - umro Christian von Ehrenfels (r. 1859.)
  - rodio se Boris Hudoletnjak
- 1933.
  - umro Ljudevit Dvorniković (r. 1861.)
- 1934.
- 1935.
- 1936.
  - umro Oswald Spengler  (r. 1880)
  - umro Hugo Spitzer  (r. 1854)
  - umro Julius Schultz  (r. 1826)
  - rodio se Milivoj Solar
  - umro Moritz Schlick  (r. 1882)
  - umro Ferdinand Tonnies (r. 1855.)
  - objavljeno Sartreovo djelo Imaginacija (L'Imagination)
  - objavljeno djelo A Bibliography of Logic, Alonzo Church
- 1937.
  - umro Henri Delacroix (r. 1873)
  - rodio se Vojin Simeunović
  - umro Ferdinand Canning Scott Schiller (r. 1864)
- 1938.
  - umro Rudolf Stammler  (r. 1856)
  - umro William Stern  (r. 1871)
  - umro Kasimier Twardowski (r. 1866.)
  - umro Edmund Husserl  (r. 1859.)
- 1939.
  - umro Axel Hagerstrom

## 1940-e
- 1940.
- 1941.
  - umro Stjepan Tomić (r. 1897.)
  - umro Henri Bergson (r. 1859.)
  - objavljeno Frommovo djelo Bijeg od slobode
- 1942.
  - umro Josef Tordy (r. 1877.)
  - rodio se Branko Despot
- 1943.
  - umrla Lizzie Susan Stebbing  (r. 1885.)
  - umro Alfred Sidgwick  (r. 1850.)
  - umro David Hilbert  (r. 1862.)
  - objavljeno Sartreovo djelo Bitak i ništa (L'Être et le Néant)
- 1944.
  - umro Arthur Stanley sir Eddington (r. 1882.)
- 1945.
  - 1. veljače 1945. – umro Johan Huizinga  (r. 7. prosinca 1872.)
- 1946.
  - umro Gustav Storring  (r. 1860.)
  - umro Edwin Bissel Holt  (r. 1873.)
- 1947.
  - umro Max Dessoir (r. 1867.)
  - umro Richard Honigswald (r. 1875.)
  - objavljeno Adornovo djelo Dijalektika prosvjetiteljstva
- 1948.
  - umro Emil Svoboda  (r. 1878)
- 1949.
  - objavljeno Adornovo djelo  Filozofija nove muzike

## 1950-e
- 1950.
  - umro Vladimir Dvorniković (r. 1888.)
  - umro Othmar Spann  (r. 1878)
  - umro Mysore Hiriyana  (r. 1871.)
  - umro Nicolai Hartmann
- 1951.
  - objavljeno djelo Contemporary European Philosophy, I. M. Bochenski, drugo izdanje
  - objavljeno Adornovo djelo Minima moralia
- 1952.
  - umro John Dewey (r. 1859.)
  - umro George Santayana (r. 1863)
- 1953.
  - umrla Anica Savić-Rebac (r. 1893)
- 1954.
- 1955.
  - objavljeno djelo American Philosophy, ur. Ralph Winn, New York, Philosophical Library
  - objavljeno Frommovo djelo Zdravo društvo
- 1956.
  - objavljeno Frommovo djelo Umijeće ljubavi
  - objavljeno Adornovo djelo Zur Metakritik der Erkenntnistheorie
  - objavljeno Adornovo djelo Disonanzen

## 1960-e
- 1960.
  - objavljeno djelo Enciklopedija Islama (Encyclopaedia of Islam), ur. H. A. R. Gibb i ostali, drugo izdanje, Leiden, Brill
  - objavljeno djelo The Concise Encyclopaedia of Western Philosophy, ur. J. O. Urmson and J. Ree, London, Hutchinson
  - objavljeno Sartreovo djelo Kritika dijalektičkog uma (Critique de la raison dialectique)
- 1961.
  - umro Erwin Schrödinger  (r. 1887.)
  - umro Dag Hammarskjöld
  - objavljeno djelo Contemporary Theories of Knowledge, T. E. Hill, New York, Ronald
- 1962.
  - objavljeno Adornovo djelo Einleitung in die Musiksoziologie
- 1963.
  - umro Abram Moisejevič Deborin (r. 1881.)
  - umro Eduard Spranger  (r. 1882.)
- 1964.
  - objavljeno Frommovo djelo Čovjekovo srce
  - objavljeno Adornovo djelo Žargon autentičnosti
  - objavljeno Adornovo djelo Moments musicaux
- 1965.
  - umro Albert Schweitzer  (r. 1875)
  - umro Wilhelm Schapp (r. 1884)
  - umro Lucien Sebag  (r. 1924)
- 1966.
  - umro Wiliam Ernest Hocking  (r. 1873.)
  - objavljeno Frommovo djelo Bit ćete kao bogovi
  - objavljeno Adornovo djelo Negativna dijalektika
  - objavljeno djelo American Philosophy in the Twentieth Century: A Sourcebook, ur. Paul Kurtz, New York, Macmillan
  - umrla Alma Sodnik  (r. 1896)
- 1967.
  - umro Norwood Russel Hanson (r. 1924.)
  - objavljeno djelo Filozofska enciklopedija (Encyclopedia of Philosophy), ur. Paul Edwards, New York, Macmillan & Co.
- 1968.
  - umro Johannes Thyssen (r. 1892.)
  - umro Jean Hyppolite  (r. 1907.)
  - objavljeno Adornovo djelo Tri studije o Hegelu
  - umro Pitrim Sorokin  (r. 1889.)
- 1969.
  - umro Fritz Heinemann (r. 1889.)
  - 26. veljače - umro Karl Jaspers (r. 1883.)

## 1970-e
- 1970.
  - objavljeno Adornovo djelo Estetička teorija
- 1971.
- 1972.
- 1973.
  - umro Max Horkheimer  (r. 1895.)
  - objavljeno Frommovo djelo Anatomija ljudske destrukcije
  - objavljeno djelo Dictionary of American Philosophy, St. Elmo Nauman, Jr., Littlefield, Adams, 1973.
- 1974.
  - 2. veljače - umro Imre Lakatos (r. 1922.)
- 1975.
  - umro Michele Federico Sciacca (r. 1908)
  - umro Arnold Joseph Toynbee (r. 1889.)
  - umro Heinz Heimsoeth (r. 1886.)
- 1976.
  - umro Warner Carl Heisenberg  (r. 1901.)
  - 26. svibnja - umro Martin Heidegger (r. 1889.)
  - objavljeno Frommovo djelo Imati ili biti
- 1977.
  - 4. kolovoza - umro Ernst Bloch (r. 1885.)
  - objavljeno djelo Dizionario di filosofia: 2500 voci, 700 bibliografie, tavole cronologiche, Milan, Rizzoli
  - objavljeno djelo The Fontana Dictionary of Modern Thought, ur. A. Bullock i O. Stallybrass, London, Fontana
- 1978.
  - umro Anđelko Habazin
- 1979.
  - umro Ugo Spirito  (r. 1896)
  - umro Herbert Marcuse (r. 1898.)

## 1980-e
- 1980.
  - objavljeno djelo Enzyklopadie Philosophie and Wissenschaftstheorie, ur. Eirgen Mittelstrass, Mannheim, Bibliographisches Institut AG
  - objavljeno djelo Handbook of World Philosophy: Contemporary Developments since 1945, ur. John A. Burr, London, Aldwych Press
  - 15. travnja - umro Jean-Paul Sartre (r. 1905.)
  - objavljeno djelo Dictionary of Philosophy and Religion, William L. Reese, New Jersey, Humanities Press
  - umro Etienne Souriau  (r. 1892.)
- 1981.
- 1982.
- 1983.
  - objavljeno djelo The Fontana Dictionary of Modern Thinkers, ur. A. Bullock i R. B. Woodings, London, Fontana
  - objavljeno djelo The Genesis of Modern Process Thought: a historical outline with bibliography, George Lucas, Metuchen, Scarecrow Press
- 1984.
  - objavljeno djelo Rječnik filozofije (Diccionario de Filosofia), Jose Ferrater Mora, Madrid, Alianza Editorial, peto izdanje
  - objavljeno djelo A Dictionary of Philosophy, ur. Antony Flew, New York, St Martin's Press, revidirano drugo izdanje
  - objavljeno djelo Dictionnaire des Philosophes, ur. Denis Huisman, Paris
- 1985.
- 1986.
  - objavljeno djelo Latin American philosophy in the twentieth century, Jorge Gracia, Buffalo, New York, Prometheus Books
  - objavljeno djelo Latin American philosophy in the twentieth century, Jorge Gracia, Buffalo, New York, Prometheus Books
  - objavljeno djelo Biographical Dictionary of Marxism, ur. Robert A. Gorman, London, Mansell i New York, Greenwood Press
  - objavljeno djelo Biographical Dictionary of Neo-Marxism, ur. Robert A. Gorman, London, Mansell i New York, Greenwood Press
- 1987.
- 1988.
- 1989.
  - objavljeno djelo Metzler Philosophenlexikon, Stuttgart, J. B. Metzlersche
  - 15. prosinca - umro Vanja Sutlić  (r. 18. veljače 1925.)
  - objavljeno Frommovo djelo Umjetnost postojanja

## 1990-e
- 1990.
- 1991.
  - objavljeno djelo Handbook of Metaphysics and Ontology, ur. Hans Burkhardt, München Philosophia Verlag
- 1992.
  - objavljeno djelo A Companion to Epistemology, ur. J. Dancy i E. Sosa, Oxford: Blackwell
  - objavljeno djelo Enciklopedija etike (Encyclopedia of Ethics), ur. Lawrence C. i Charlotte Becker, New York, Garland
- 1993.
  - 2. siječnja - umro Rudi Supek (r. 8. travnja 1913.)
  - objavljeno djelo American Women Philosophers 1650-1930: Six exemplary thinkers, ur. Therese Boos Dykeman, Lewiston, New York, Edwin Mellen Press
- 1994.
- 1995.
  - 4. studenog - umro Gilles Deleuse (r. 1925.)
  - objavljeno djelo A Companion to American Thought, ur. Fox and Kloppenburg, Oxford, Blackwell
  - objavljeno djelo A Companion to Aesthetics, ed. David Cooper, Oxford: Blackwell
- 1996.
  - objavljeno djelo Biographical Dictionary of Twentieth-Century Philosophers, ur. Stuart Brown, London, Routledge
  - objavljeno djelo Encyclopedia of Philosophy Supplement, ur. Donald Borchert, New York: Macmillan & Co.
- 1997.
- 1998.
  - objavljeno djelo Dictionnaire des philosophes, Andre Comte-Sponville, Paris, Encyclopaedia Universalis, 1998.
  - objavljeno djelo Encyclopedia of Aesthetics, ur. Michael Kelly, Oxford University Press
  - objavljeno djelo Encyclopedia of Philosophy, ur. Edward Craig, London i New York, Routledge
- 1999.
  - objavljeno djelo Cambridge Dictionary of Philosophy, ur. Robert Audi, Cambridge UP